# Vierkanthof

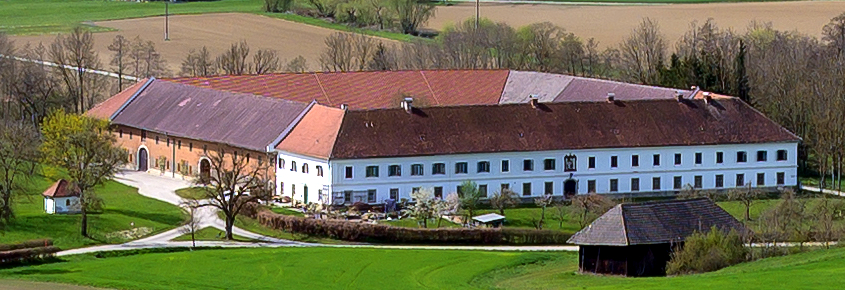
Zehetnergut in Gemering, der größte noch existierende Vierkanthof in Oberösterreich

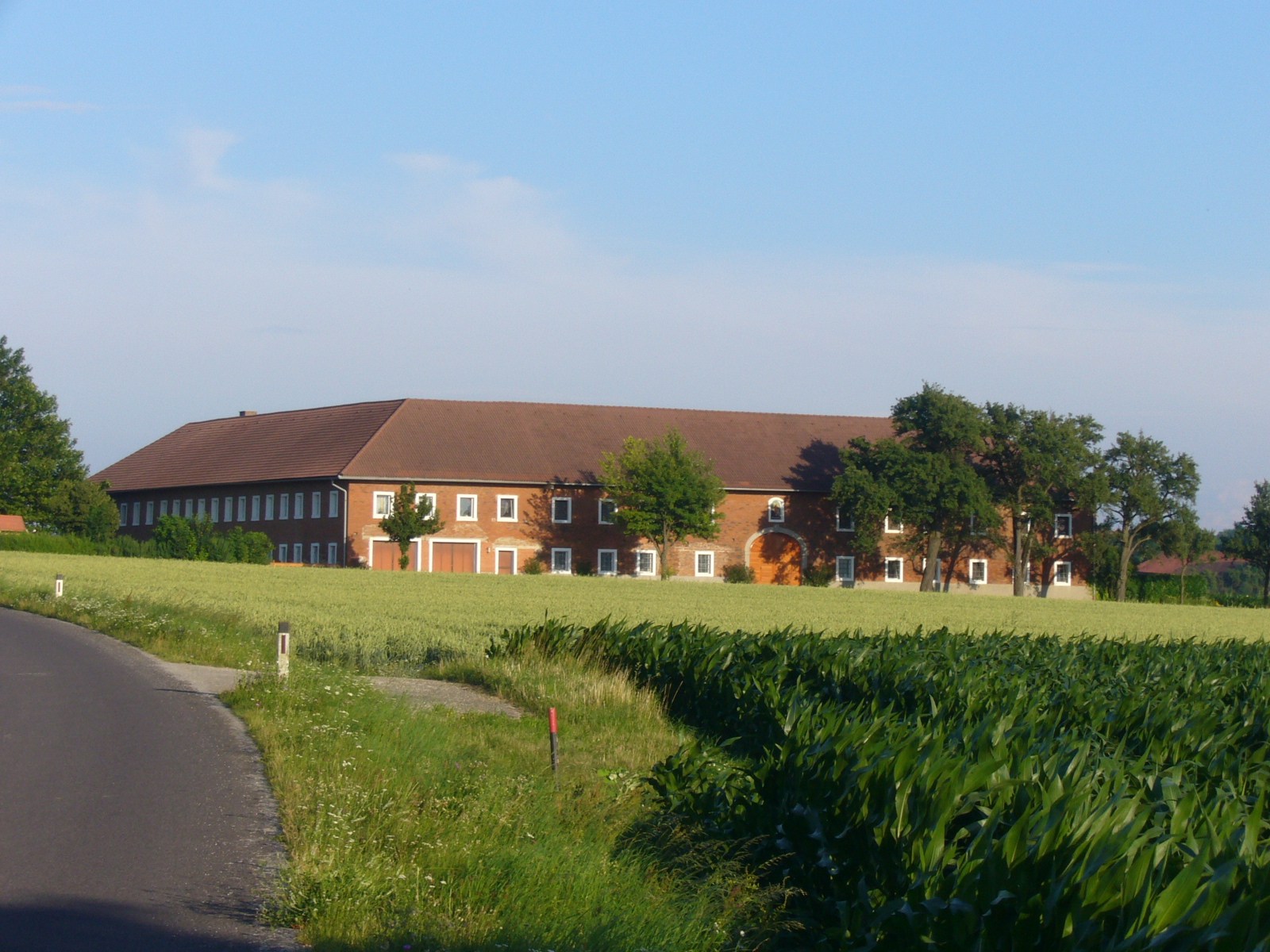
Vierkanter im niederösterreichischen Mostviertel

Der Vierkanthof, auch Vierkanter (Österreich) genannt, ist eine Bauform von Bauern- und Gutshöfen in Österreich und Deutschland. In Ober- und Niederösterreich ist sie besonders im Städteviereck Linz-Wels-Steyr-Amstetten als Gutshof verbreitet, in Deutschland besonders in Bayern.

## Bauform und Anlage

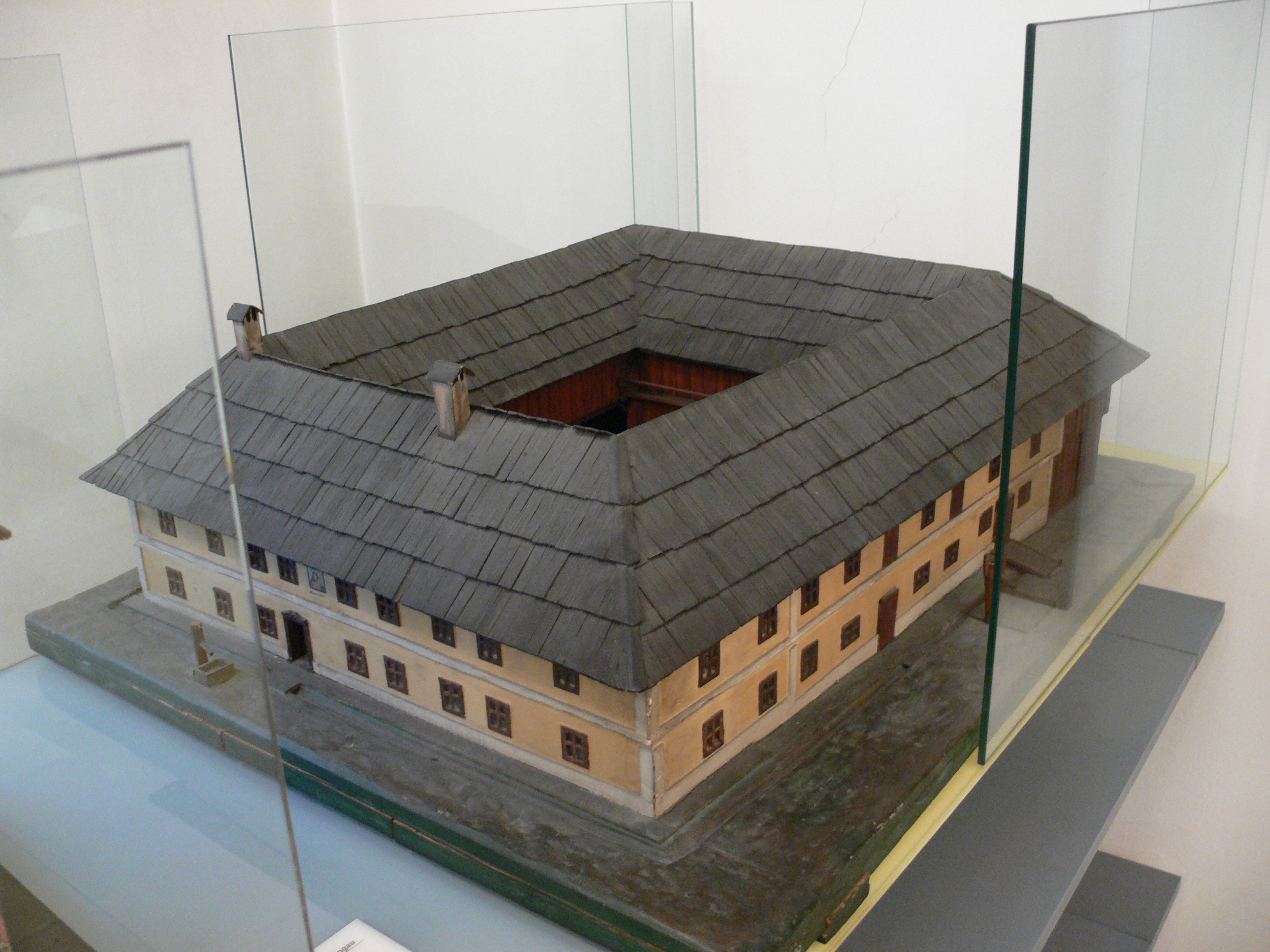
Modell eines oberösterreichischen Vierkanthofs

Es kann sich um ein einziges Gebäude einheitlichen Materials und einheitlicher Höhe handeln, das rechteckig einen Innenhof umschließt, oder um vier getrennte Gebäude, oft unterschiedlicher Höhe und unterschiedlichen Materials. Die Bauform ist ähnlich den Vierseithöfen, wie man sie in anderen Gebieten Deutschlands und Österreichs antrifft, Vierkanthöfe sind aber explizit als ein einzelner Baukörper konzipiert.
Bei österreichischen und ostbayrischen Vierkanthöfen ist der Dachfirst auf allen vier Seiten gleich hoch. Meist hat das Gebäude zwei Stockwerke, seltener nur eines.
Besonders im östlichen Traunviertel Oberösterreichs und im Mostviertel im Südwesten Niederösterreichs erreicht der Vierkanter einen Umfang bis 200 Meter.
Als Baumaterialien findet man sowohl Steine (je nach Gegend Sandstein, Kalkstein oder Granit) als auch gebrannte Ziegel vor.
Bis um die Mitte des 19. Jahrhunderts wurden Vierkanthöfe in den steinarmen Gegenden nur aus Lehmziegeln errichtet. Später, als italienische Arbeiter für den Bau der Westbahn ins Land kamen, lernte man von ihnen auch die Ziegelbrennerei, für die sich die Lehmböden des Alpenvorlands besonders eigneten. Opus Romanum heißt nach den Italienern auch jene Bauweise, bei der einander rote Ziegelscharen mit Stein- und Grobmörtelschichten abwechseln, und die Außenwände der Vierkanter mit zeichenhaften Mustern imprägnieren. Ursprünglich waren diese Fassaden – als Zeichen des Reichtums, sich die teuren Branntziegel zu leisten – nicht verputzt. Vor allem im westlichen Teil des Mostviertels, in der Gegend um St. Valentin und Haag, an der Grenze zu Oberösterreich und darüber hinaus, finden sich noch unverputzte Gehöfte aus Ziegel mit weiß getünchten Faschen, den Umrandungen von Fenstern und Türen. Richtung Granit- und Gneishochland wird der dauerhafte Granitstein ebenfalls gerne repräsentativ gezeigt, statt ihn mit Putz vor der Witterung zu schützen.
Die besonders dicken Wände von mindestens einem halben Meter – in Ausnahmefällen aber auch bis zu einem Meter – bieten den Vorteil der hohen Speichermasse. An heißen Sommertagen bieten sie ein angenehm kühles Klima, im Winter exzellente Wärmedämmung.
Der Most- oder Traunviertler Vierkanthof ist dank seines Ebenmaßes und seiner Schmucklosigkeit einer der klassischsten aller alpenländischen Zweckbauten. So klar an Kontur er allerdings in seiner großen Linienführung ist, so detailverliebt ist er teilweise im Kleinen, vor allem in der Auffächerung der Fassade. Historistische und klassizistische Elemente fließen in die Formgebung ebenso ein, wie barocke Elemente und Jugendstilornamentik.
Große Sorgfalt verwandten die Baumeister der Gehöfte auch auf den Schmuck der Türen und Tore.

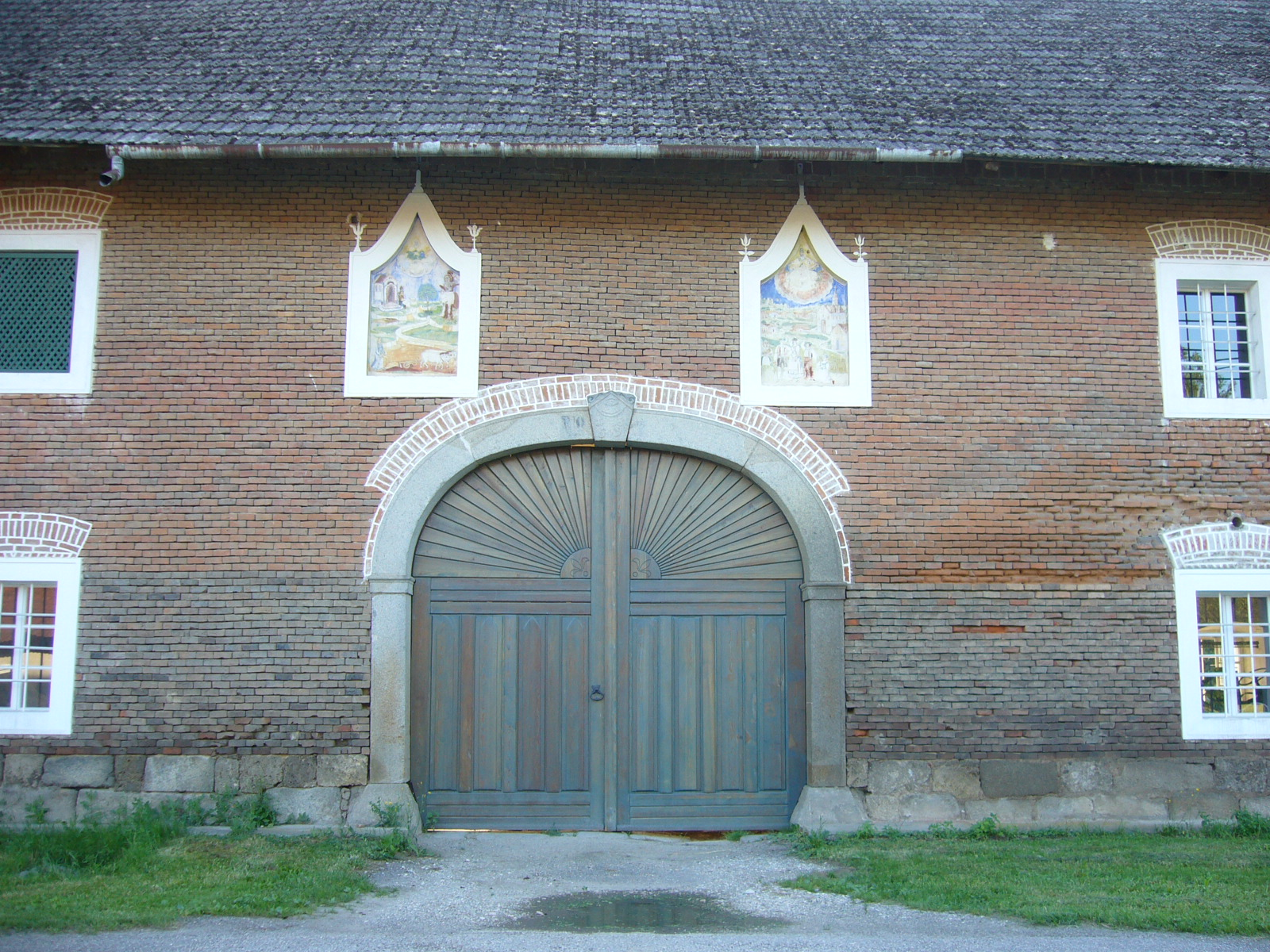
Tor eines Vierkanters mit Sonnensymbol
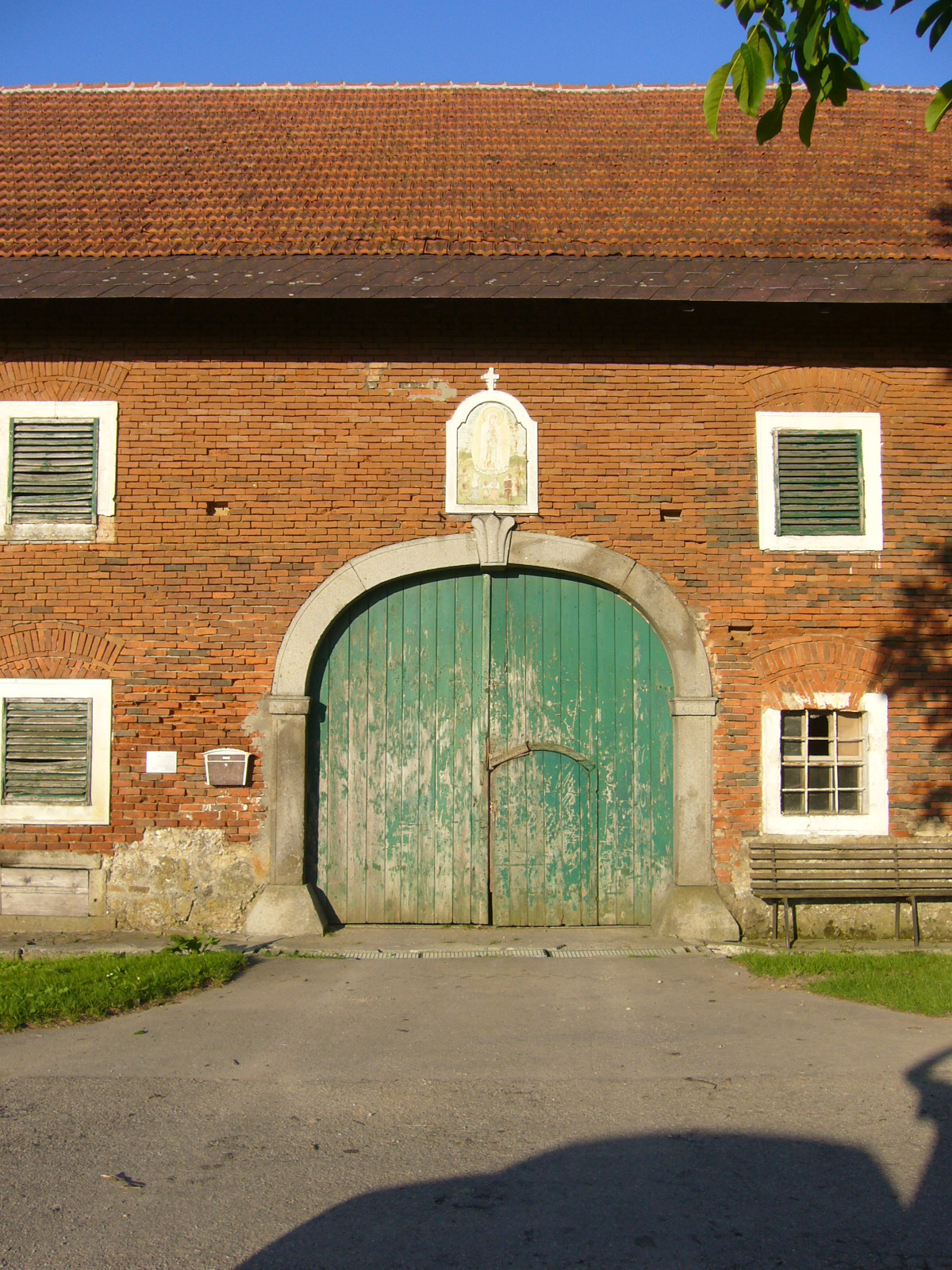
Tor eines Vierkanters
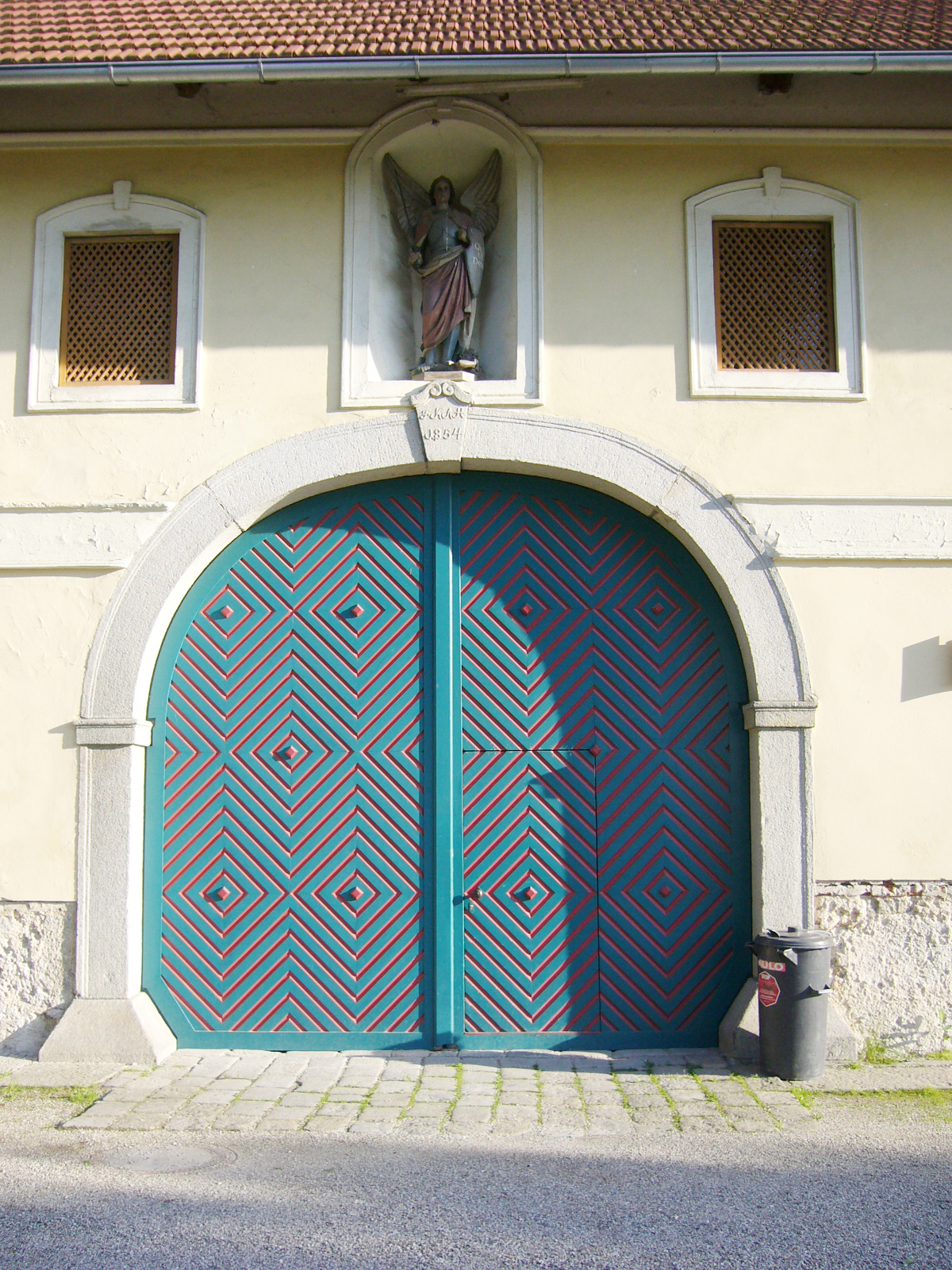
Tor eines Vierkanters mit Karos und Rauten
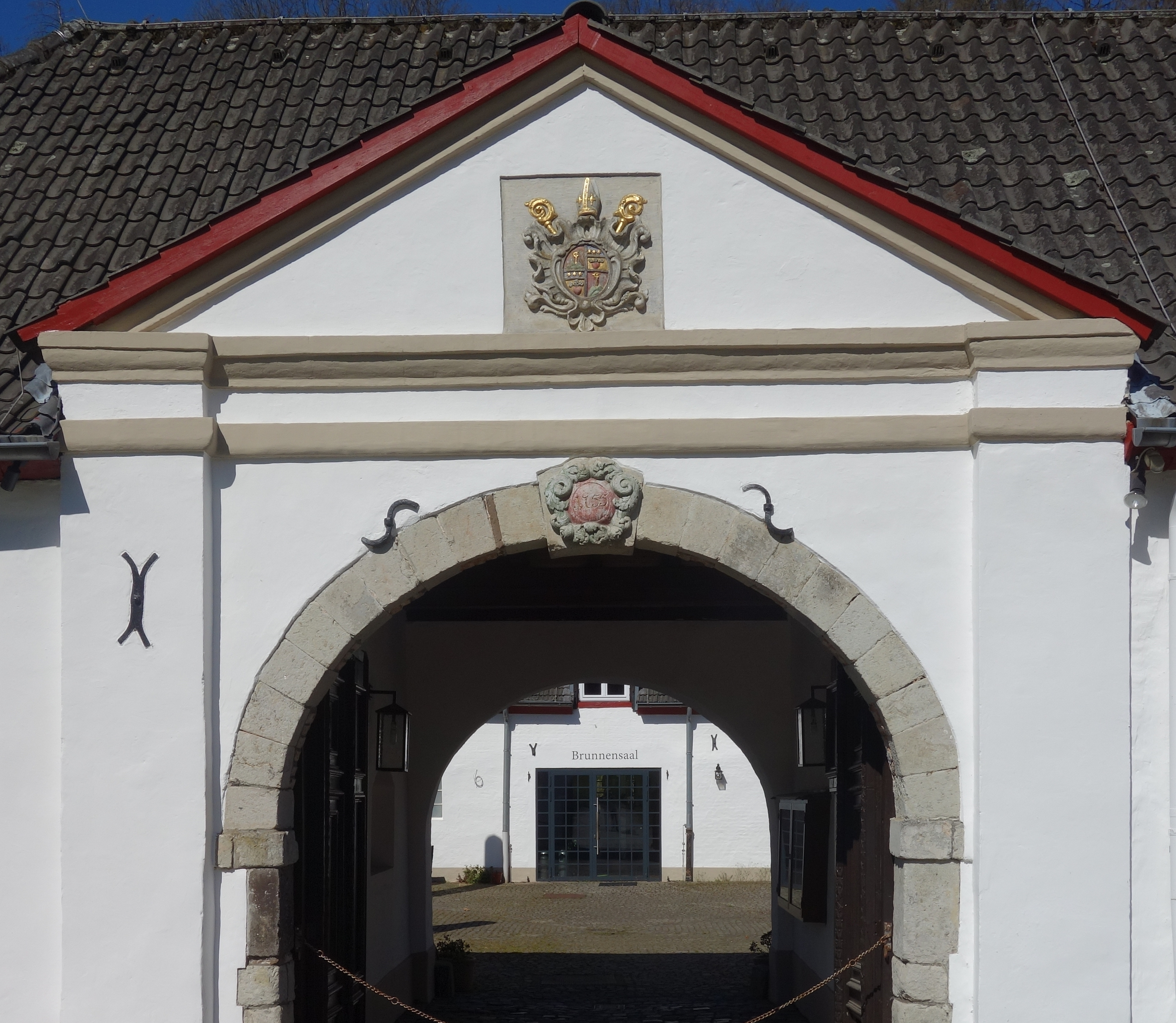
Tor eines Vierkanthofs mit Giebel und Wappen

## Historische Entwicklung
Zur Entstehung des Vierkanters im oberösterreichisch-niederösterreichischen Alpenvorland gibt es mehrere Theorien. Am häufigsten wird vermutet, dass mittelalterliche Burgengrundrisse und Baupläne von Renaissanceschlössern zur Zeit der Türkeneinfälle aus befestigungstechnischen Gründen nachgebaut wurden. Die zweite Theorie argumentiert, dass die spätmittelalterliche Naturalwirtschaft zur Mechanisierung bestimmter Abläufe führte, die eine adäquate bauliche Struktur erforderten. Die dritte Theorie, als Evolutionstheorie, besagt, dass der Vierkanter ein Gebilde sei, das sich organisch aus dem mittelalterlichen Gruppen- und Haufenhof entwickelte. Nicht zufällig ähneln Vierkanter in vieler Hinsicht sowohl zusammengewachsenen dörflichen Einheiten, als auch Klosterbauten, in denen sich die Notwendigkeit stellte, unterschiedlichste Lebens- und Arbeitsformen unter einem Dach zusammenzufassen. Eine gewisse – wenn auch vielleicht nur indirekte – Verwandtschaft mit der römischen Villa rustica erscheint also plausibel. Dass eine Siedlungskontinuität etwa im Raum um Lauricum/Lorch die Völkerwanderungszeit hindurch bestand, ist weitgehend gesichert. Jedenfalls ist im österreichischen Alpenvorland im alten bairischen Kernland (Innviertel, Hausruckviertel) der – an den Hofecken offene – Vierseithof vorherrschend, die südöstliche Verbreitungsgrenze des Vierkanters zum alpinen Paarhof (Zwiehof) entspricht etwa der Verbreitungsgrenze der frühesten bairischen Siedlungsnamen (Verbreitung etwa der -ham-Orte) zum slawischen Siedlungsraum, der erst in den folgenden Jahrhunderten assimiliert wurde, und tritt auch noch in den Flurformen hervor.